# Onitis retrodentatus
Onitis retrodentatus är en skalbaggsart som beskrevs av Gillet 1932. Onitis retrodentatus ingår i släktet Onitis och familjen bladhorningar. Inga underarter finns listade i Catalogue of Life.